# Ian Raby
Ian Raby, född 22 september 1921 i Woolwich, död 7 november 1967 i Lambeth, var en brittisk racerförare.

## Racingkarriär
Raby, som ägde en bilverkstad, började tävla i formel 3 i mitten av 1950-talet. Han tillverkade till en början egna chassier men blev mer framgångsrik när han bytte till Coopers 1956. Han tävlade sedan sportvagnsracing med Cooper- och Elvabilar. Han delade till exempel en Cooper med Jack Brabham i Le Mans 24-timmars 1957.
Raby återvände till ensitsiga tävlingsbilar 1959 och körde då i Formel Libre och därefter i Formel Junior innan han köpte Keith Greenes Gilby-BRM från 1962 med en 1,5 liters V8-motor och började tävla privat i formel 1 säsongen 1963. Han bytte senare till ett Brabham-chassi, som han körde tills 3-litersmotorer infördes säsongen 1966. Raby övergick då till formel 2. Han kraschade svårt på Brands Hatch i slutet av säsongen men återkom F2-säsongen därpå. I slutet av juli kraschade Raby våldsamt på Zandvoortbanan och avled på grund av sina skador i början av november 1967.

## F1-karriär
| Säsong | Stall/Tillverkare             | Poäng | Placering |
| ------ | ----------------------------- | ----- | --------- |
| 1963   | Ian Raby Racing (Gilby-BRM)   | 0     | –         |
| 1964   | Ian Raby Racing (Brabham-BRM) | 0     | –         |
| 1965   | Ian Raby Racing (Brabham-BRM) | 0     | –         |